# Emeterio Pineda
Emeterio Pineda San Juan (1798-1850). Abogado, político y primer geógrafo de Chiapas. Nació en  Ciudad Real el 8 de marzo de 1798. Realizó sus primeros estudios en su ciudad natal y los prosiguió en la Universidad de San Carlos de Guatemala. Más tarde, se recibió de abogado en la Ciudad de México y regresó a Chiapas. Entre otros cargos, fue magistrado del Tribunal Superior de Justicia y presidente del mismo, miembro de la Junta Consultiva del Gobierno del Estado, gobernador interino de Chiapas por breves periodos durante 1830 (del 29 de febrero al 14 de abril), 1832 y 1833, en la época de Joaquín Miguel Gutiérrez. Perteneció a la Sociedad Mexicana de Geografía y Estadística.
A don Emeterio le tocó vivir uno de los períodos más convulsionados y decisivos en la historia de México y de Chiapas; período de enorme trascendencia en la construcción de su destino político: desde el movimiento de Independencia de México, la sucesión de gobiernos conservadores y liberales, la lucha ideológica de federalistas y centralistas, el establecimiento de diversas leyes y constituciones, entre ellas la  Constitución de 1824, la  Constitución centralista de 1836, las Bases Orgánicas de la República mexicana de 1843 y la Acta constitutiva y de reformas de 1847, hasta la  invasión estadounidense en la que se perdería más de la mitad del territorio nacional. Falleció en el año de 1850.